# در حیوانات خانگی

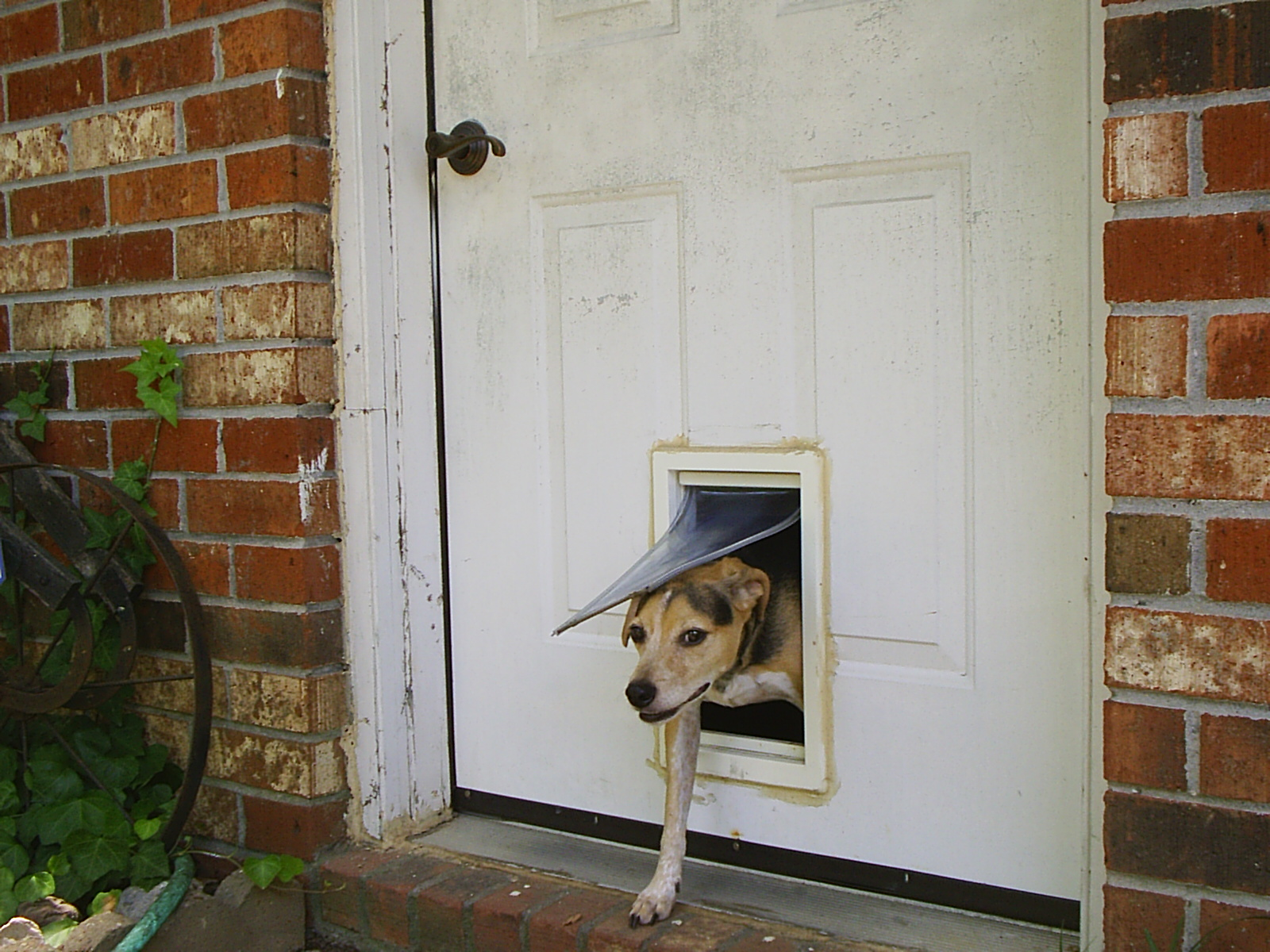
سگی که از در حیوانات خانگی بیرون می‌آید

در حیوانات خانگی یا فلپ حیوانات خانگی (که اصطلاحات مشخص‌تری نیز به آن اشاره می‌کند، مانند فلپ گربه، در گربه، در سگ یا) یک دهانه کوچک است که به حیوانات خانگی اجازه می‌دهد خود به درون خانه و ساختمان وارد شوند و بدون نیاز به انسان از آن خارج شوند. این در در اصل سوراخ‌های ساده، شکل مدرن آن یک پانل لولایی و اغلب دارای فنر یا فلپ انعطاف‌پذیر است و برخی از آن‌ها به صورت الکترونیکی کنترل می‌شوند. آنها درجه‌ای از محافظت در برابر باد، باران و افراد متجاوز با جثه بزرگتر را که وارد خانه می‌شوند، ارائه می دهند. دریچه‌های مشابه می‌توانند سگ‌ها را از طریق نرده‌ها در تخته‌ها عبور دهند.
بسیاری از دارندگان حیوانات خانگی، به‌ویژه سگ‌ها و گربه‌ها، در حیوانات خانگی را راحت می‌دانند، زیرا به حیوانات خانگی اجازه می‌دهد تا به دلخواه خود بیایند و بروند و نیاز صاحبان حیوانات خانگی به اجازه دستی یا بردن حیوان خانگی به بیرون را کاهش می‌دهد؛ همچنین رفتارهای ناخواسته مانند صدای بلند برای بیرون آمدن، خراشیدن درها یا دیوارها (به‌ویژه در مورد سگ ها) و دفع در خانه را کاهش می‌دهد. آن‌ها همچنین اطمینان دارند که حیوان خانگی که در فضای باز مانده است می‌تواند با خیال راحت در شرایط آب و هوایی بد به خانه برگردد.